# Ford Corsair
Ford Corsair (читається [kɔrsɛər] — «Корсеар») — автомобіль середньої цінової категорії британської філії компанії Ford, що випускалася в кузовах седан (чотиридверний, на експорт було поставлено кілька дводверних) і універсал з 1964 по 1967 рік. Нечисленні кабріолети поставлялися кузовним ательє «Crayford».

## Історія створення

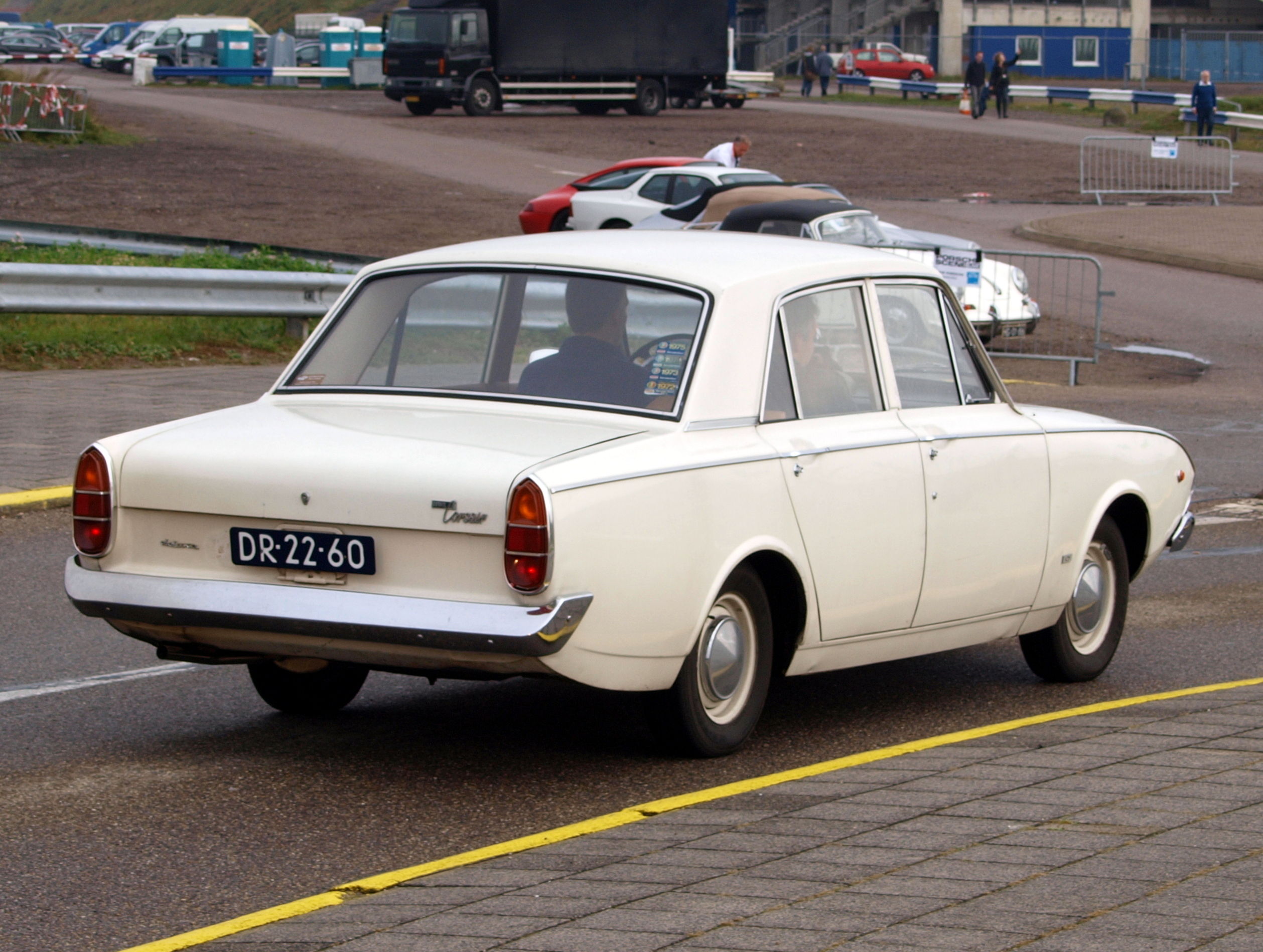

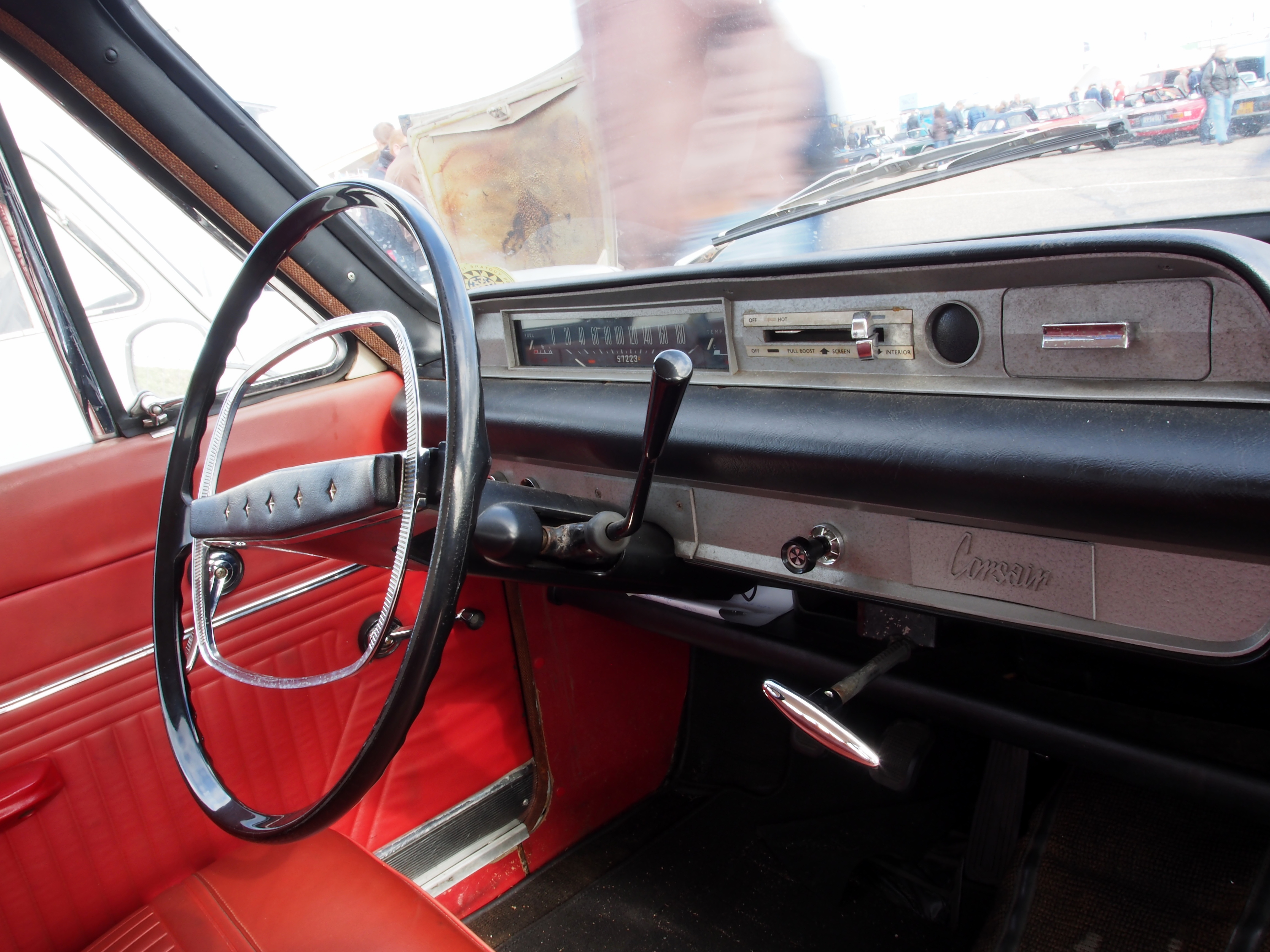

«Корсар» був створений на основі подовженого шасі Ford Cortina Mk.I. Публіці модель була представлена в жовтні 1963 року на Лондонському автосалоні, а в серійне виробництво пішла тільки в 1964 році.
Автомобіль мав незвичайний дизайн із загостреною передньою частиною, творці якого виразно черпали натхнення в формах північноамериканського Ford Thunderbird моделі 1961-63 років, хоча при перенесенні на сімейний седан, на чверть коротший у порівнянні з «Ті-Бердом» і має зовсім інші пропорції, така стилістика виробляла досить дивне враження і оцінювалася як спірна.

## Двигуни
- 1498 см3 Pre crossflow I4 (1963—1965)
- 1663 см3 Essex V4 (1965—1971)
- 1996 см3 Essex V4 (1966—1971)